# Tucholka (gmina)
Tucholka – dawna gmina wiejska w powiecie stryjskim województwa stanisławowskiego II Rzeczypospolitej. Siedzibą gminy była Tucholka.
Gminę utworzono 1 sierpnia 1934 r. w ramach reformy na podstawie ustawy scaleniowej z dotychczasowych gmin wiejskich: Annaberg, Felizienthal, Karlsdorf, Klimiec, Pławie, Smorze Dolne, Smorze Miasto i Tucholka.
Pod okupacją zniesiona i przekształcona w gminę Orawa.